# Tim Hunter (ishockeyspelare)
Timothy Robert Hunter, född 10 september 1960 i Calgary, Alberta, är en kanadensisk före detta professionell ishockeyspelare. Hunter spelade i NHL 1981–1997 för Calgary Flames, Quebec Nordiques, Vancouver Canucks och San Jose Sharks. 1989 vann han Stanley Cup med Calgary Flames.

## NHL
Tim Hunter valdes av Atlanta Flames som 54:e spelare totalt i NHL-draften 1979. Hunter hann dock aldrig spela för Atlanta Flames innan klubben flyttade från Georgia till Kanada och blev Calgary Flames säsongen 1980–81.

### Calgary Flames
Säsongen 1981–82 gjorde Hunter debut i NHL för Calgary Flames då han spelade två matcher och registrerades för 9 utvisningsminuter.
1984–85 spelade Hunter sin första hela säsong för Flames och gjorde 11 mål och 11 assist för totalt 22 poäng på 73 matcher. Han samlade också på sig 259 utvisningsminuter. Hunters huvudsakliga roll i laget var som fysisk defensivspelare och beskyddare av lagets stjärnspelare Kent Nilsson och Håkan Loob.
Säsongen 1985–86 hade Nilsson försvunnit till Minnesota North Stars men Flames hade fortfarande ett starkt lag och nådde ända fram till Stanley Cup-final där man förlorade mot Montreal Canadiens med 4-1 i matcher. Hunter spelade 19 matcher under slutspelet 1986 och registrerades för 3 assist och 108 utvisningsminuter.
Calgary Flames fortsatte att bygga vidare på framgångarna och säsongen 1987–88 vann klubben Presidents' Trophy som ligans bästa lag i grundserien med 105 poäng, två poäng före Montreal Canadiens. I slutspelet föll man dock i andra rundan mot Edmonton Oilers med 4-0 i matcher. Hunter gjorde 4 mål på 9 slutspelsmatcher 1988.

#### Stanley Cup
Säsongen 1988–89 vann Calgary Flames åter igen Presidents' Trophy efter att ha samlat ihop 117 poäng, två fler än Montreal Canadiens. Hunter gjorde 3 mål och 9 assist för 12 poäng på 75 matcher tillsammans med 375 utvisningsminuter, vilket var hans tredje säsong på raken med över 300 utvisningsminuter. Flames hade stjärnfyllt lag med spelare som Mike Vernon, Al MacInnis, Gary Suter, Brad McCrimmon, Joe Mullen, Håkan Loob, Doug Gilmour, Joe Nieuwendyk, Joel Otto, Lanny McDonald, Theoren Fleury och Gary Roberts. I första rundan av slutspelet hade man dock stora problem med Vancouver Canucks innan man till slut lyckades vinna den sjunde och avgörande matchen på övertid efter ett mål av Joel Otto.
Flames vann sedan i andra rundan mot Los Angeles Kings med 4-0 i matcher och i tredje rundan besegrade man Chicago Blackhawks med 4-1 i matcher. I Stanley Cup-finalen 1989 stötte Flames åter igen på Montreal Canadiens som man förlorat mot i finalen tre år tidigare. Canadiens ledde matchserien med 2-1 i matcher men Flames skulle få sin revansch då man lyckades vinna de tre sista matcherna och hela matchserien med 4-2 för klubbens första Stanley Cup. Tim Hunter spelade 19 matcher under slutspelet 1989 och registrerades för 4 assist och 32 utvisningsminuter.
Tim Hunter skulle spela för Calgary Flames fram till och med säsongen 1991–92. Inför säsongen 1992–93, den 18 juni 1992, lade det nya NHL-laget Tampa Bay Lightning beslag på Hunter i Expansions-draften. Dagen efter, 19 juni 1992, bytte Lightning bort Hunter till Quebec Nordiques. Hunter hann spela 48 matcher för Nordiques innan klubben placerade honom på Waivers-listan där Vancouver Canucks lade beslag på honom 12 februari 1993.

### Vancouver Canucks
Tim Hunter spelade sin första hela säsong för Vancouver Canucks 1993–94 och gjorde 3 mål och 4 assist på 56 matcher. Canucks slutade på sjunde plats i Western Conference vilket gjorde att man fick möta andra-seedade Calgary Flames, Hunters gamla lag, i första rundan av slutspelet. Flames ledde matchserien med 3-1 men Canucks lyckades vinna tre matcher på raken, alla på övertid, och gick vidare till andra rundan. Canucks vann sedan mot Dallas Stars i andra rundan och Toronto Maple Leafs i tredje rundan innan man förlorade mot New York Rangers i Stanley Cup-finalen. Hunter spelade Canucks alla 24 matcher i slutspelet och samlade ihop 26 utvisningsminuter.
Hunter spelade för Canucks fram till och med säsongen 1995–96. Han avslutade med 46 matcher för San Jose Sharks säsongen 1996–97 innan han lade NHL-skridskorna på hyllan.

### Tränare
Tim Hunter var assisterande tränare för Washington Capitals från 1997 till 2002. Från 2002 till 2008 var han assisterande tränare för San Jose Sharks. 22 juli 2008 namngavs Hunter som ny assisterande tränare för Toronto Maple Leafs, en position han behöll fram till och med den 20 juni 2011. Den kanadensiska JVM truppen 2019 ledes av förbundskapten Tim Hunter.

## Meriter
- Stanley Cup – 1989
- Presidents' Trophy – 1987–88, 1988–89
- Flest utvisningsminuter i NHL:s grundserie – 1986–87, 1988–89
- Flest utvisningsminuter i slutspelet – 1983
- Flest utvisningsminuter i Calgary Flames – 2405
- Flest utvisningsminuter under en säsong för Calgary Flames – 375, 1988–89
- Flest utvisningsminuter under ett slutspel för Calgary Flames – 108, 1986

## Statistik
| 1977–78    | Seattle Breakers      | WCHL       | 3   | 1  | 2  | 3   | 4    | —   | — | — | —  | —   |
| 1978–79    | Seattle Breakers      | WHL        | 70  | 8  | 41 | 49  | 300  | —   | — | — | —  | —   |
| 1979–80    | Seattle Breakers      | WHL        | 72  | 14 | 53 | 67  | 311  | 12  | 1 | 2 | 3  | 41  |
| 1980–81    | Birmingham Bulls      | CHL        | 58  | 3  | 5  | 8   | 236  | —   | — | — | —  | —   |
| 1980–81    | Nova Scotia Voyageurs | AHL        | 17  | 0  | 0  | 0   | 62   | 6   | 0 | 1 | 1  | 45  |
| 1981–82    | Oklahoma City Stars   | CHL        | 55  | 4  | 12 | 16  | 222  | —   | — | — | —  | —   |
| 1981–82    | Calgary Flames        | NHL        | 2   | 0  | 0  | 0   | 9    | —   | — | — | —  | —   |
| 1982–83    | Colorado Flames       | CHL        | 46  | 5  | 12 | 17  | 225  | —   | — | — | —  | —   |
| 1982–83    | Calgary Flames        | NHL        | 16  | 1  | 0  | 1   | 54   | 9   | 1 | 0 | 1  | 70  |
| 1983–84    | Calgary Flames        | NHL        | 43  | 4  | 4  | 8   | 130  | 7   | 0 | 0 | 0  | 21  |
| 1984–85    | Calgary Flames        | NHL        | 71  | 11 | 11 | 22  | 259  | 4   | 0 | 0 | 0  | 24  |
| 1985–86    | Calgary Flames        | NHL        | 66  | 8  | 7  | 15  | 291  | 19  | 0 | 3 | 3  | 108 |
| 1986–87    | Calgary Flames        | NHL        | 73  | 6  | 15 | 21  | 357  | 6   | 0 | 0 | 0  | 51  |
| 1987–88    | Calgary Flames        | NHL        | 68  | 8  | 5  | 13  | 337  | 9   | 4 | 0 | 4  | 32  |
| 1988–89    | Calgary Flames        | NHL        | 75  | 3  | 9  | 12  | 375  | 19  | 0 | 4 | 4  | 32  |
| 1989–90    | Calgary Flames        | NHL        | 67  | 2  | 3  | 5   | 279  | 6   | 0 | 0 | 0  | 4   |
| 1990–91    | Calgary Flames        | NHL        | 34  | 5  | 2  | 7   | 143  | 7   | 0 | 0 | 0  | 10  |
| 1991–92    | Calgary Flames        | NHL        | 30  | 1  | 3  | 4   | 167  | —   | — | — | —  | —   |
| 1992–93    | Quebec Nordiques      | NHL        | 48  | 5  | 3  | 8   | 94   | —   | — | — | —  | —   |
| 1992–93    | Vancouver Canucks     | NHL        | 26  | 0  | 4  | 4   | 99   | 11  | 0 | 0 | 0  | 26  |
| 1993–94    | Vancouver Canucks     | NHL        | 56  | 3  | 4  | 7   | 171  | 24  | 0 | 0 | 0  | 26  |
| 1994–95    | Vancouver Canucks     | NHL        | 34  | 3  | 2  | 5   | 120  | 11  | 0 | 0 | 0  | 22  |
| 1995–96    | Vancouver Canucks     | NHL        | 60  | 2  | 0  | 2   | 122  | —   | — | — | —  | —   |
| 1996–97    | San Jose Sharks       | NHL        | 46  | 0  | 4  | 4   | 135  | —   | — | — | —  | —   |
| NHL totalt | NHL totalt            | NHL totalt | 815 | 62 | 76 | 138 | 3142 | 132 | 5 | 7 | 12 | 426 |